# Luís da Cunha Gonçalves
Luís da Cunha Gonçalves, ou Luiz da Cunha Gonçalves, foi um dos mais destacados juristas portugueses da primeira metade do século XX, tendo ocupado a cátedra de Direito Civil, Político e Administrativo do Instituto de Ciências Económicas e Financeiras de Lisboa.
Nascido em 24 de agosto de 1875 em Nova Goa, Índia Portuguesa, Cunha Gonçalves licenciou-se em Direito pela Faculdade de Direito da Universidade de Coimbra, doutorando-se pela mesma faculdade com a dissertação "Da compra e venda no Direito Comercial Portuguez", publicada em dois volumes entre 1909 e 1912.
Entre outros trabalhos que merecem destaque, é o autor do monumental "Tratado de Direito Civil em Comentário ao Código Civil Português", que conta com 15 volumes e foi publicado entre 1915 e 1944, e contando com edições posteriores ao desaparecimento do autor. 
A sua obra foi de grande influência em toda a comunidade lusíada, marcando um período de renovação do Direito privado.
A 5 de outubro de 1932, foi agraciado com o grau de Grande-Oficial da Ordem Militar de Sant'Iago da Espada.
Em 1947 recebeu o grau de Doutor "Honoris Causa" da Universidade de São Paulo, recebendo o elogio do Professor Doutor Waldemar Ferreira.
Encontra-se colaboração da sua autoria no quinzenário A Voz do Comércio  (1929-1941).
Cunha Gonçalves faleceu em 24 de março de 1956, na cidade de Lisboa.